# Gerhard Castendyk
Gerhard Castendyk (* 23. September 1769 in Bremen; † 23. November 1801 ebenda) war ein Jurist und Bremer Senator.

## Biografie
Castendyk war der Sohn des Kaufmanns Bruno Castendyk (1736–1774) und seiner Frau Catharina (1746–1835) sowie Bruder von Senator Bruno Castendyk.
Er war verheiratet mit der Predigertochter Catharina Smidt (1775–1827), der Schwester des Bremer Theologen, Ratsherrn und Bürgermeisters Johann Smidt; beide hatten vier Kinder.
Er absolvierte wie sein Bruder eine Privatschule, ab 1787 das Gymnasium Illustre in Bremen und studierte ab 1789 Rechtswissenschaften an der Universität Göttingen. In Göttingen promovierte er 1792 zum Dr. jur.

Er war danach als Advokat tätig.
Von 1798 bis 1801 (†) war er als Nachfolger von Jacob Breuls Bremer Ratsherr/Senator.